# ФК Јединство Крњево
ФК Јединство је српски фудбалски клуб из Крњева, општина Велика Плана. Тренутно се такмичи у Општинској лиги Велика Плана, седмом такмичарском нивоу српског фудбала.
Боја клуба је зелена. Освојио је Општинској лиги Велика Плана и од сезоне 2021/22 ће се такмичити у Окружној лиги Подунавског округа.